# Woodland Caribou Provincial Park
Der Woodland Caribou Provincial Park ist ein 4706,2 km² großer Provinzpark im Kenora District, im Nordwesten der kanadischen Provinz Ontario. Der Name leitet sich von den dort lebenden  Woodland Caribous ab (Rangifer tarandus caribou), einer waldbewohnenden Unterart des Karibus.

## Aufgabe, Welterbe
Der Naturpark dient der Erhaltung der für die Region typischen nacheiszeitlichen Landschaft und ihrer Flora und Fauna. Dieses als Lac Seul Upland bezeichnete Gebiet ist der Überrest eines 2,5 Milliarden Jahre alten Gebirgszugs. Die wichtigsten Flusssysteme sind die des Bloodvein River im Norden und des Gammon River im Süden. Durch die Nähe zu den Prärielandschaften liegen die südlichen borealen Wälder im Einflussbereich sommerlicher Hitze und Trockenheit.
Im Westen liegen drei weitere Parks, die sich allerdings schon in der Provinz Manitoba befinden. Diese sind der Whiteshell und der Nopiming Provincial Park sowie der Atikaki Provincial Wilderness Park.
Die gesamte Region, die aus Provinzparks und Traditionellen Territorien der im Grenzraum zwischen Ontario und Manitoba ansässigen First Nations besteht, wurde 2004 von der kanadischen Regierung auf die Tentativliste der UNESCO zur Anerkennung als Welterbe gesetzt. Dazu haben sich die in Ontario ansässige Pikangikum First Nation und die in Manitoba lebenden First Nations vom Poplar River (am Winnipegsee), Pauingassi und Little Grand Rapids zusammengeschlossen. Teil der Initiative sind darüber hinaus der Woodland Caribou Park, das Ontario Ministry of Natural Resources und Manitoba Conservation. Die First Nations von Ontario der Wabaseemoong, der Grassy Narrows und Lac Seul sind wiederum Partner des Woodland-Caribou-Parks. 2013 wurde das Vorhaben aufgeschoben, doch im Juli 2015 wurden Fragen des Projekts als Katalysator für Veränderungen im Entscheidungsprozess in der 39. Sitzung des Welterbekomitees in Bonn erläutert. Dort vertrat Sophia Rabliauskas die Poplar River First Nation. Nun soll die freie, informierte und prioritäre Entscheidung indigener Völker in derlei Prozesse einfließen. Am 1. Juli 2018 erklärte die UNESCO Pimachiowin Aki (übersetzt aus dem Ojibwe Land das Leben spendet), zu dem auch der Woodland Caribou Provincial Park gehört, zum kombinierten Weltnatur- und Weltkulturerbe.

## Flora und Fauna
Das Gebiet war während der letzten Kaltzeit bis vor etwa 10.000 Jahren von Eis sowie Gletschern bedeckt und wird durch die postglaziale Landhebung immer noch verändert. Durch das Abschmelzen entstand dann der Agassizsee, der ebenfalls die Landschaft im Park prägte. Pappeln, Birken und verschiedene Nadelbäume, wie Banks-Kiefer (jack pine), Schwarz-Fichte und Weiß-Fichte folgten den anfänglich eingezogenen Flechten. Hinzu kamen Erlen, Hasel und Vermont-Ahorn (Acer spicatum). Man unterscheidet 400 Pflanzenarten, von denen 16 als in der Provinz selten gelten. Von diesen gehören zwölf den borealen Arten, vier den Präriearten an.
Häufig unter den größeren Säugetieren sind Timberwolf, Schwarzbär, Elch, Weißwedelhirsch und das namensgebende Kanadische Waldkaribu (engl. Woodland Caribou) (Rangifer tarandus caribou). In jüngster Zeit wurden wieder Pumas (‚cougars‘ genannt) gesichtet. Hinzu kommen etwa 100 Vogelarten.
Bei Untersuchungen an den Waldkaribus stellte sich heraus, dass die Muttertiere und ihre Kälber im Wabakimi Provincial Park Gebiete bevorzugten, die durchschnittliche 9,1 km von menschlicher Störung entfernt lagen (± 1,0 km, Schwankungsbreite zwischen 2,3 und 20,6 km); im Woodland Caribou Provincial Park lagen diese Werte bei 10,2 km (± 0,7 km, bzw. 0,7–32,6 km).